# فالمير (لاعب كرة قدم مواليد 1969)
فالمير هو لاعب كرة قدم برازيلي في مركز الدفاع، ولد في 28 مايو 1969 في تاكواريتينغا في البرازيل. لعب مع غريميو نوفوريزونتينو ونادي باهيا ونادي بونتي بريتا ونادي سي آر بي ونادي غواراني.